# Emeishan, Leshan
Emeishan är en stad på häradsnivå som lyder under Leshans stad på prefekturnivå i Sichuan-provinsen i sydvästra Kina. Den ligger omkring 140 kilometer sydväst om provinshuvudstaden Chengdu.
Staden är mest känd för berget Emeishan, som är beläget mitt i orten.